# Draba lactea

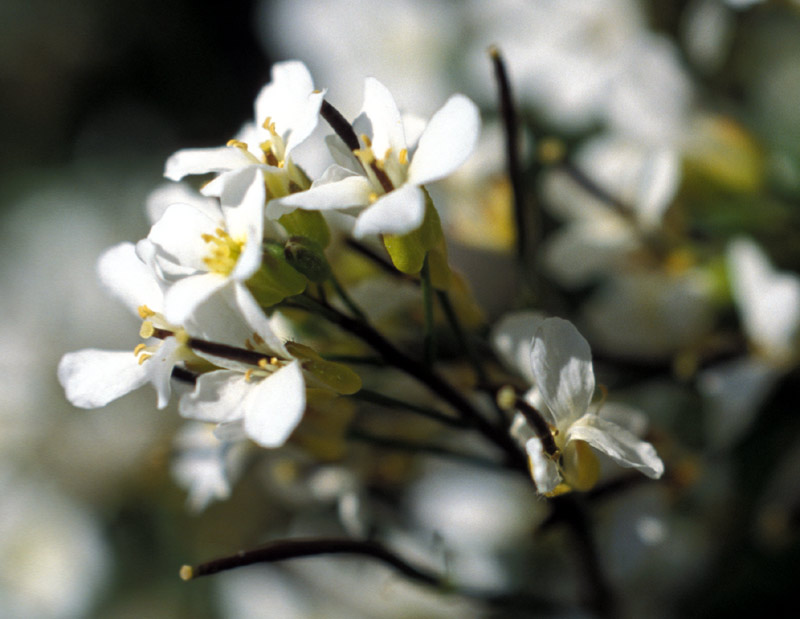
Draba lactea inflorescencia.

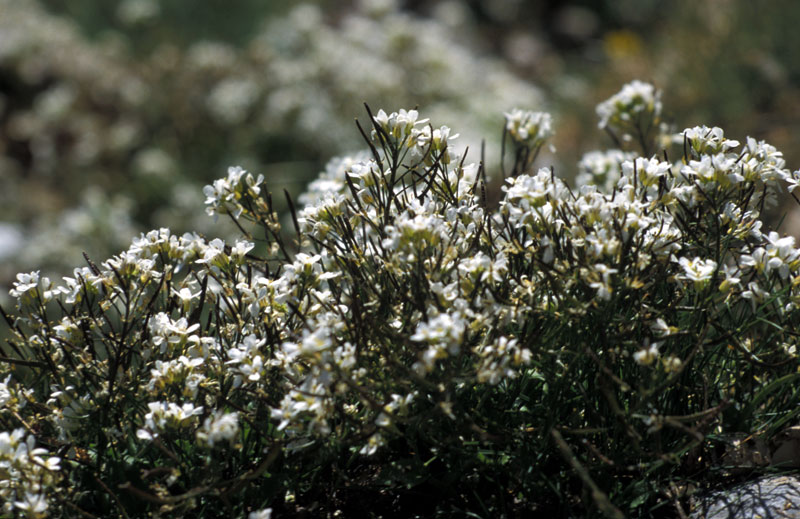
Draba lactea.

Draba lactea es una especie de planta fanerógama de la familia Brassicaceae.

## Distribución
Se distribuye por el Ártico y hasta el sur en las áreas montañosas de Noruega y Canadá.

## Descripción
Es una planta herbácea que alcanza 6-15 cm de altura con tallo erecto. Las hojas basales en roseta. Las inflorescencias en racimos de 3-6 pequeñas flores con cuatro pétalos de color blanco níveo. El fruto es una silicua.

## Taxonomía
Draba lactea fue descrita por Johann Friedrich Adam  y publicado en Mémoires de la Société Impériale des Naturalistes de Moscou 5: 104–106. 1817.
Etimología
Ver: Draba, Etimología
lactea: epíteto latíno que significa "de color lechoso.
Sinonimia
- Crucifera wahlenbergii E.H.L.Krause
- Draba allenii Fernald
- Draba lactea f. androsacea (E.Ekman) E.Ekman
- Draba lactea var. glabrata O.E.Schulz
- Draba lactea f. heterotricha E.Ekman
- Draba lactea var. pilosissima O.E.Schulz
- Draba lactea var. pseudopilosa (Pohle) O.E.Schulz
- Draba lactea subsp. pseudopilosa (Pohle) Kozhevn.
- Draba lactea var. robusta O.E.Schulz
- Draba lactea var. tenuisiliqua (Lange ex Rosenv.) O.E.Schulz
- Draba lactea f. trichocarpa O.E.Schulz
- Draba lapponica Willd. ex DC.
- Draba pseudopilosa Pohle
- Draba wahlenbergii Hartm.
- Draba wahlenbergii var. androsacea E.Ekman
- Draba wahlenbergii var. tenuisiliqua Lange ex Rosenv.[3]